# Rotunda pentagonal giralongada
Em geometria, a rotunda pentagonal giralongada é um dos sólidos de Johnson (J25). Como seu nome sugere, pode ser construída giralongando-se uma rotunda pentagonal (J6) mediante a fixação de um antiprisma decagonal em sua base. Também pode ser vista como uma birotunda pentagonal giralongada (J48) que tenha sido retirada uma rotunda pentagonal.